# Coupe COSAFA
La Coupe COSAFA est une compétition de football annuelle organisée par la COSAFA, opposant les équipes nationales d'Afrique australe. La compétition est créée en 1997 après la réintégration de l'Afrique du Sud à la Coupe d'Afrique des nations de football en 1996.

## Équipes participantes
Les équipes participantes sont les quatorze membres de la COSAFA.
- Angola
- Afrique du Sud
- Botswana
- Comores
- Lesotho
- Madagascar
- Malawi
- Maurice
- Mozambique
- Namibie
- Seychelles
- Eswatini
- Zambie
- Zimbabwe

Des équipes non membres de la COSAFA sont également invitées chaque année.

## Palmarès
| 1997 Détails | Zambie                                             | Championnat                                        | Namibie                                            | Mozambique                                                    | Championnat                                                   | Tanzanie                                                      |
| 1998 Détails | Zambie                                             | Championnat                                        | Zimbabwe                                           | Angola                                                        | Championnat                                                   | Namibie                                                       |
| 1999 Détails | Angola                                             | 1 - 0 1 - 1                                        | Namibie                                            | Eswatini et Zambie Pas de match pour la troisième place       | Eswatini et Zambie Pas de match pour la troisième place       | Eswatini et Zambie Pas de match pour la troisième place       |
| 2000 Détails | Zimbabwe                                           | 3 - 0                                              | Lesotho                                            | Afrique du Sud et Angola Pas de match pour la troisième place | Afrique du Sud et Angola Pas de match pour la troisième place | Afrique du Sud et Angola Pas de match pour la troisième place |
| 2001 Détails | Angola                                             | 0 - 0 1 - 0                                        | Zimbabwe                                           | Malawi                                                        | 2 - 1                                                         | Zambie                                                        |
| 2002 Détails | Afrique du Sud                                     | 3 - 1 1 - 0                                        | Malawi                                             | Eswatini et Zambie Pas de match pour la troisième place       | Eswatini et Zambie Pas de match pour la troisième place       | Eswatini et Zambie Pas de match pour la troisième place       |
| 2003 Détails | Zimbabwe                                           | 2 - 1 2 - 0                                        | Malawi                                             | Eswatini et Zambie Pas de match pour la troisième place       | Eswatini et Zambie Pas de match pour la troisième place       | Eswatini et Zambie Pas de match pour la troisième place       |
| 2004 Détails | Angola                                             | 0 - 0 (5-4 tab)                                    | Zambie                                             | Mozambique et Zimbabwe Pas de match pour la troisième place   | Mozambique et Zimbabwe Pas de match pour la troisième place   | Mozambique et Zimbabwe Pas de match pour la troisième place   |
| 2005 Détails | Zimbabwe                                           | 1 - 0                                              | Zambie                                             | Afrique du Sud et Angola Pas de match pour la troisième place | Afrique du Sud et Angola Pas de match pour la troisième place | Afrique du Sud et Angola Pas de match pour la troisième place |
| 2006 Détails | Zambie                                             | 2 - 0                                              | Angola                                             | Botswana et Zimbabwe Pas de match pour la troisième place     | Botswana et Zimbabwe Pas de match pour la troisième place     | Botswana et Zimbabwe Pas de match pour la troisième place     |
| 2007 Détails | Afrique du Sud                                     | 0 - 0 (4-3 tab)                                    | Zambie                                             | Botswana et Mozambique Pas de match pour la troisième place   | Botswana et Mozambique Pas de match pour la troisième place   | Botswana et Mozambique Pas de match pour la troisième place   |
| 2008 Détails | Afrique du Sud                                     | 2 - 1                                              | Mozambique                                         | Zambie                                                        | 2 - 0                                                         | Madagascar                                                    |
| 2009 Détails | Zimbabwe                                           | 3 - 1                                              | Zambie                                             | Mozambique                                                    | 1 - 0                                                         | Afrique du Sud                                                |
| 2010         | Annulée                                            | Annulée                                            | Annulée                                            |                                                               |                                                               |                                                               |
| 2011         | non organisée                                      | non organisée                                      | non organisée                                      |                                                               |                                                               |                                                               |
| 2012         | non organisée                                      | non organisée                                      | non organisée                                      |                                                               |                                                               |                                                               |
| 2013 Détails | Zambie                                             | 2 - 0                                              | Zimbabwe                                           | Afrique du Sud                                                | 2 - 1                                                         | Lesotho                                                       |
| 2014         | Annulée                                            | Annulée                                            | Annulée                                            |                                                               |                                                               |                                                               |
| 2015 Détails | Namibie                                            | 2 - 0                                              | Mozambique                                         | Madagascar                                                    | 2 - 1                                                         | Botswana                                                      |
| 2016 Détails | Afrique du Sud                                     | 3 - 2                                              | Botswana                                           | Swaziland                                                     | 1 - 0                                                         | RD Congo                                                      |
| 2017 Détails | Zimbabwe                                           | 3 - 1                                              | Zambie                                             | Tanzanie                                                      | 0 - 0 (4 - 2 tab)                                             | Lesotho                                                       |
| 2018 Détails | Zimbabwe                                           | 4 - 2ap                                            | Zambie                                             | Lesotho                                                       | 1 - 0                                                         | Madagascar                                                    |
| 2019 Détails | Zambie                                             | 1 - 0                                              | Botswana                                           | Zimbabwe                                                      | 2 - 2 (5 - 4 tab)                                             | Lesotho                                                       |
| 2020         | non organisée en raison de la pandémie de Covid-19 | non organisée en raison de la pandémie de Covid-19 | non organisée en raison de la pandémie de Covid-19 |                                                               |                                                               |                                                               |
| 2021 Détails | Afrique du Sud                                     | 0 - 0 ap (5 - 4 tab)                               | Sénégal                                            | Eswatini                                                      | 1 - 1 (4 - 2 tab)                                             | Mozambique                                                    |
| 2022 Détails | Zambie                                             | 1 - 0 ap                                           | Namibie                                            | Sénégal                                                       | 1 - 1 (4 - 2 tab)                                             | Mozambique                                                    |
| 2023 Détails | Zambie                                             | 1 - 0 ap                                           | Lesotho                                            | Afrique du Sud                                                | 0 - 0 (5 - 3 tab)                                             | Malawi                                                        |
| 2024 Détails | Angola                                             | 5 - 0                                              | Namibie                                            | Mozambique                                                    | 2 - 2 (3 - 1 tab)                                             | Comores                                                       |
| 2025 Détails | Angola                                             | 3- 0                                               | Afrique du Sud                                     | Comores                                                       | 1 - 0                                                         | Madagascar                                                    |

## Classement par édition
| Équipe         | 1997 | 1998 | 1999   | 2000   | 2001   | 2002   | 2003   | 2004   | 2005   | 2006   | 2007   | 2008   | 2009   | 2013        | 2015   | 2016   | 2017   | 2018   | 2019    | 2021    |
| -------------- | ---- | ---- | ------ | ------ | ------ | ------ | ------ | ------ | ------ | ------ | ------ | ------ | ------ | ----------- | ------ | ------ | ------ | ------ | ------- | ------- |
| Botswana       | q    | q    | q      | 1er t. | 1er t. | 1er t. | 1/4 f. | 1/4 f. | 1er t. | 1/2 f. | 1/2 f. | 1/4 f. | 1/4 f. | 1er t.      | 4e     | F      | 1/4 f. | 6e     | F       | 1er t.  |
| Malawi         | 5e   | q    | q      | 1/4 f. | 1/2 f. | F      | F      | 1/4 f. | 1er t. | 1er t. | 1er t. | q      | 1/4 f. | 7e ex aequo | 1/4 f. | 1er t. | 1er t. | 1er t. | 6e      | 1er t.  |
| Lesotho        | q    | q    | 1/4 f. | F      | 1/4 f. | 1er t. | 1er t. | 1er t. | 1er t. | 1er t. | 1er t. | q      | 1er t. | 4e          | 1er t. | 1/4 f. | 4e     | 3e     | 4e      | 1er t.  |
| Zambie         | C    | C    | 1/2 f. | 1/4 f. | 1/2 f. | 1/2 f. | 1/2 f. | F      | F      | C      | F      | 3e     | F      | C           | 1/4 f. | 1/4 f. | F      | F      | C       | 1er t.  |
| Eswatini       | q    | q    | 1/2 f. | 1/4 f. | 1/4 f. | 1/2 f. | 1/2 f. | 1/4 f. | 1er t. | 1er t. | 1er t. | q      | 1er t. | 1er t.      | 1er t. | 3e     | 1/4 f. | 3e     | 1er t.  | 3e      |
| Mozambique     | 3e   | 5e   | 1/4 f. | 1er t. | 1er t. | 1/4 f. | 1/4 f. | 1/2 f. | 1er t. | 1er t. | 1/2 f. | F      | 3e     | 5e          | F      | 1/4 f. | 1er t. | 1er t. | 1er t.  | 4e      |
| Namibie        | 2d   | 4e   | F      | 1/4 f. | 1er t. | 1er t. | 1er t. | 1er t. | 1er t. | 1er t. | 1er t. | 1/4 f. | 1/4 f. | 7e ex aequo | C      | 1/4 f. | 1/4 f. | 1/4 f. | 1er t.  | 1er t.  |
| Zimbabwe       | q    | 2d   | 1/4 f. | C      | F      | 1/4 f. | C      | 1/2 f. | C      | 1/2 f. | 1er t. | 1/4 f. | C      | F           | 1er t. | 1er t. | C      | C      | 3e      | 1er t.  |
| Tanzanie       | 4e   |      |        |        |        |        |        |        |        |        |        |        |        |             | 1er t. |        | 3e     |        |         |         |
| Afrique du Sud |      | q    | 1/4 f. | 1/2 f. | 1/4 f. | C      | 1/4 f. | 1er t. | 1/2 f. | 1er t. | C      | C      | 4e     | 3e          | 1/4 f. | C      | 1/4 f. | 5e     | 5e      | C       |
| Angola         |      | 3e   | C      | 1/2 f. | C      | 1/4 f. | 1er t. | C      | 1/2 f. | F      | 1er t. | 1/4 f. | 1/4 f. | 6e          |        | 1er t. | 1er t. | 1er t. | forfait |         |
| Maurice        |      |      |        | 1er t. | 1/4 f. | 1er t. | 1er t. | 1/4 f. | 1er t. | 1er t. | 1er t. | q      | 1er t. | 1er t.      | 1er t. | 1er t. | 1er t. | 1er t. | 1er t.  |         |
| Madagascar     |      |      |        |        |        | 1/4 f. | 1/4 f. | 1er t. | 1er t. | 1er t. | 1er t. | 4e     |        |             | 3e     | 1er t. | 1er t. | 4e     |         | forfait |
| Seychelles     |      |      |        |        |        |        |        |        | 1er t. | 1er t. | 1er t. | q      | 1er t. | 1er t.      | 1er t. | 1er t. | 1er t. | 1er t. | 1er t.  |         |
| Comores        |      |      |        |        |        |        |        |        |        |        |        | 1er t. | 1er t. |             |        |        |        | 1er t. | 1/4 f.  | forfait |
| Ghana          |      |      |        |        |        |        |        |        |        |        |        |        |        |             | 1/4 f. |        |        |        |         |         |
| Kenya          |      |      |        |        |        |        |        |        |        |        |        |        |        | 1er t.      |        |        |        |        |         |         |
| RD Congo       |      |      |        |        |        |        |        |        |        |        |        |        |        |             |        | 4e     |        |        |         |         |
| Ouganda        |      |      |        |        |        |        |        |        |        |        |        |        |        |             |        |        |        |        | 1/4 f.  |         |
| Sénégal        |      |      |        |        |        |        |        |        |        |        |        |        |        |             |        |        |        |        |         | F       |

Légende : 
- C : Vainqueur
- F : Finaliste
- 3e : Troisième
- 4e : Quatrième
- 1/2 f. : Demi-finaliste
- 1/4 f. : Quart-de-finaliste
- 1er t. : Premier tour
- q : éliminé en qualifications